# شبیه‌ساز رانندگی

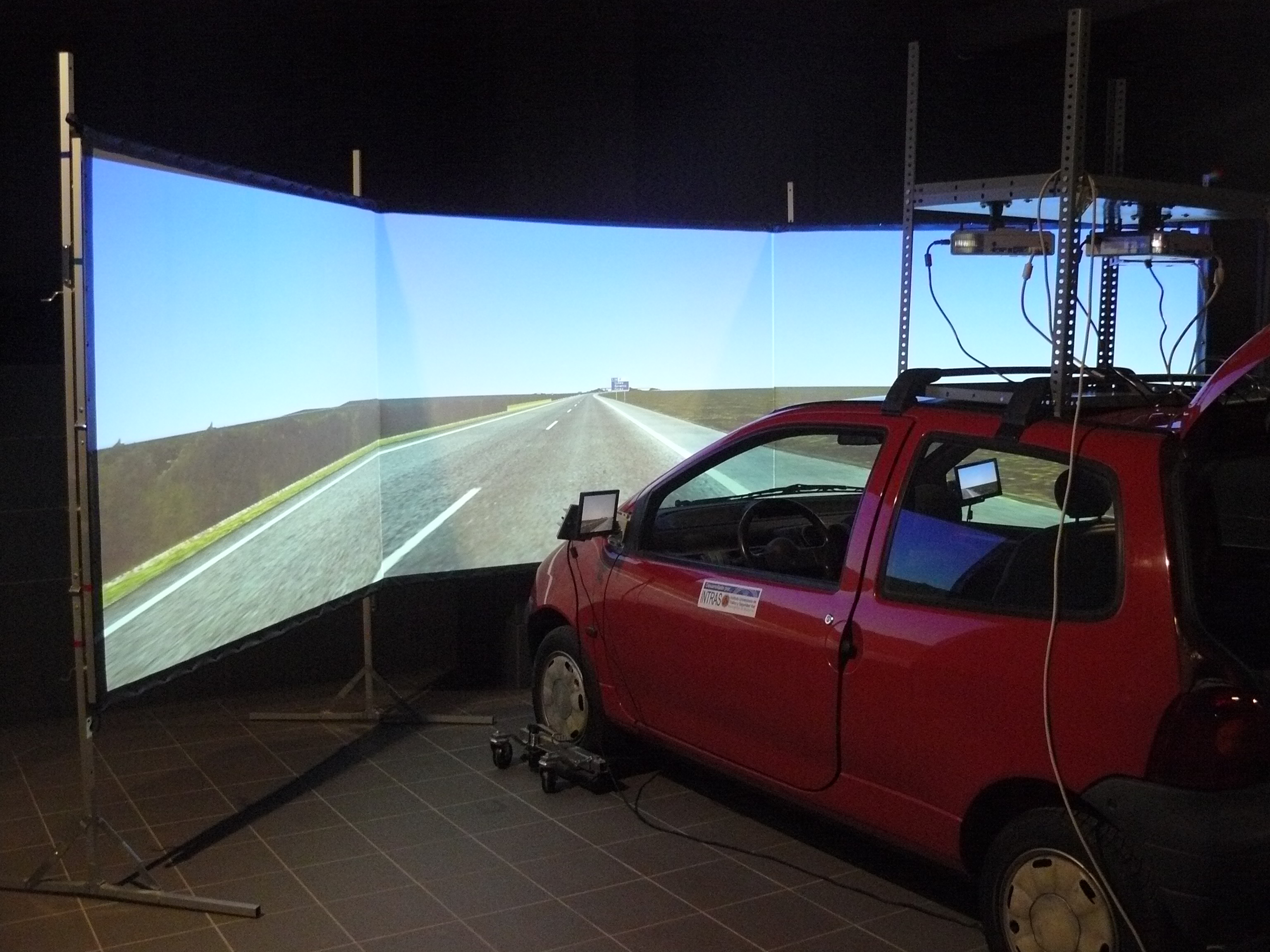
یک سیستم شبیه‌ساز رانندگی

شبیه‌ساز رانندگی (Driving Simulator) یا سیمولاتور رانندگی  یا سیمیلاتور رانندگی سیستمی است که با استفاده از شبیه‌سازی آموزش رانندگی،آموزش و افزایش مهارت رانندگی، ارتقاء رفتار ترافیک و امکان تغییر نگرش برای رانندگان پرخطر ممکن شده‌است. در شبیه‌ساز رانندگی، کاربر در معرض یک محیط رانندگی شبیه‌سازی‌شده قرار می‌گیرد، به‌طوری‌که احساس حضور در محیط واقعی به او دست خواهد داد و این احساس حضور به‌وسیله تعامل کاربر با محیط و غوطه ور شدن در آن ایجاد می‌گردد. منظور از تعامل، ارتباط متقابل میان کاربر و محیط است، به‌نحوی‌که هم کاربر روی محیط اثر می‌گذارد و هم محیط می‌تواند روی کاربر اثر بگذارد. غوطه ورشدن به آن معنا است که کاربر به چنان حسی در محیط مجازی برسد که احساس حضور در یک محیط واقعی نیز به او دست بدهد. در این حالت اگرچه او در یک دنیای واقعیت مجازی قرار دارد، اما عکس‌العمل‌های او به محیط، طبیعی و مشابه با واقعیت خواهد بود. در کشور ایران نیز چند سالی است که طراحی و ساخت انواع مختلفی از شبیه‌سازهای رانندگی سواری و اتوبوس شروع شده‌است. از جمله این شبیه‌سازها می‌توان به شبیه‌ساز رانندگی نصیر در دانشگاه خواجه نصیر اشاره کرد، در این مرکز انواع دستگاه های شبیه ساز رانندگی  خودرو سبک در کلاس های مختلف، شبیه ساز اتوبوس درون شهری و بین شهری، شبیه ساز دامپ تراک  (کامیون های حمل مواد معدنی) و شبیه ساز بیل مکانیکی  تولید شده است.استفاده از این سیستم‌ها قابلیت کاهش تصادقات تا بیست و پنج درصد را در تحقیقات نشان داده‌است.

## هدف از ساخت شبیه‌سازهای رانندگی
شبیه‌سازهای رانندگی برای سه امر آموزش رانندگی، تحقیقات در حوزه علوم شناختی و بهداشت حرفه‌ای و تحقیق و توسعه سیستم‌های کمک راننده مورد استفاده قرار گرفته می‌شوند که در ادامه هر کدام به صورت مختصر شرح داده شده‌اند.
1. آموزش و افزایش مهارت رانندگی: شبیه‌سازهای رانندگی برای امر آموزش در آموزشگاه‌های رانندگی، تفریح و سرگرمی، ابزار کسب درآمد برای مجموعه‌های خصوصی برای آحاد مردم مورد استفاده قرار می‌گیرند.
2. تحقیقات: شبیه‌سازهای رانندگی همچنین برای اهداف پژوهشی در حوزه بررسی رفتار فرد هنگام رانندگی، بررسی رفتار راننده در شرایط مختلف جوی، ترافیکی و جاده ای، سنجش زمان عکس‌العمل فرد، تشخیص شرایط خواب آلودگی افراد هنگام رانندگی، تشخیص اعتیاد و سنجش سایر پارامترهای فیزیولوژیکی و بیولوژیکی که در دنیای واقعی امکان‌پذیر نیستند، همگی توسط شبیه‌سازهای رانندگی ممکن می‌باشند.
3. تحقیق و توسعه: در صنعت خودرو برای طراحی، ارزیابی وسایل نقیله، طراحی و ساخت سیستم‌های کمک راننده از شبیه‌سازهای رانندگی استفاده می‌شود

## فواید استفاده از شبیه‌سازهای رانندگی
- آموزش مفاهیم رانندگی تدافعی برای عموم شهروندان؛
- آموزش هنرجویان متقاضی گواهینامه؛
- آموزش افراد دارای فوبیای رانندگی؛
- ارتقاء فرهنگ ترافیک و امکان تغییر نگرش برای رانندگان پرخطر؛
- آموزش رانندگی در شرایط مختلف جوی (برف، باران و یخبندان)؛
- آموزش رانندگی در موقعیت‌های مختلف جاده‌ای (آزادراه، جنگل، کوهستان و بیابان)؛
- آموزش رانندگی در زمان‌های مختلف شبانه روز (گرگ و میش، شب و غروب)؛
- آموزش رانندگی در شرایط بحرانی (بریدن ترمز، ترکیدن تایر خودرو و شرایط لغزنده)؛
- تجزیه و تحلیل رفتار راننده هنگام برخورد با شرایط بحرانی حین اجرای آزمون‌های درک خطر؛
- تجزیه و تحلیل رفتار فرد هنرجو هنگام رانندگی؛
- ارزیابی از هنرجویان به صورت کامپیوتری در شرایط یکسان.

## ملزومات
در شبیه‌ساز رانندگی برای القای یک محیط کاملاً واقعی به راننده، موارد زیر بایستی مورد توجه قرارگرفته شود:
1. استفاده از قطعات واقعی داخل خودرو در سیستم شبیه‌ساز؛
2. شبیه‌سازی گشتاور اعمالی به غربیلک فرمان خودرو؛
3. ایجاد تصاویر با زاویه دید مناسب به همراه آینه؛
4. مدلسازی و پیاده‌سازی محیط مجازی مشابه دنیای واقعی؛
5. پیاده‌سازی ترافیک خودرو و عابرین پیاده؛
6. ایجاد صدای موتور و محیط.

## زیرسیستم‌ها
شبیه‌سازهای رانندگی شامل دو بخش نرم‌افزاری و سخت‌افزاری می‌باشند که به‌صورت هماهنگ باهم کار می‌کنند و یک محیط مجازی را خلق و در نهایت احساس رانندگی واقعی را به راننده منتقل می‌نمایند. شبیه‌سازهای رانندگی باید دارای ویژگی‌های زیر باشند:
- سکوی راننده شامل داشبورد، صندلی راننده، پدال‌های گاز و ترمز و کلاچ و سنسور موقعیت پدال‌های گاز، ترمز و کلاچ؛
- نمایشگرهای چراغ‌های پشت آمپر، عقربه‌های سرعت‌نما و دور موتور نما؛
- مدل گرافیکی آماده از برخی خیابان‌ها به همراه عابرین پیاده و خودروهای دیگر؛
- مدل دینامیکی خودروی واقعی، دربرگیرنده کلیه رفتارهای خودرو در محیط؛
- کامپیوتر کنترلر، کارت‌های I/O، مدارهای واسط الکتریکی و الکترونیکی؛
- فرمان نیرویی جهت بازخورد گشتاور فرمان روی دست کاربر؛
- سیستم ایجاد صدای سه‌بعدی؛
- دنده اتوماتیک و معمولی؛
- محیط گرافیکی.[۹][۱۰]